# Frederiks Plads
Frederiks Plads er et kommende byggeri midt i Aarhus der indeholder 6 bygninger i varierende højde hvoraf de 5 er højhuse. De består af bygning F, 19 etager 81 m, bygning E, 14 etager 62,5 m, bygning G, 10 etager 32 m, bygning H, 10 etager 32 m, bygning C, 7 etager 33 m. Frederiks Plads er på i alt ca. 48.500 m2, heraf ca. 35.000 m2 erhverv (ca. 5000 m2 butikker) og 12.000 m2 boliger med 1.500 m2 butik. Der etableres 500 p-pladser fordelt på flere etager under jorden med tilkørsel fra Værkmestergade. Forventet byggestart er Januar 2015.
Byggeriet bliver opført af NCC og Bricks og er tegnet af Arkitektfirmaet C. F. Møller.